# Caudeau
Der Caudeau ist ein Fluss in Frankreich, der im Département Dordogne in der Region Nouvelle-Aquitaine verläuft. Er entspringt im Gemeindegebiet von Veyrines-de-Vergt, entwässert generell in südwestlicher Richtung und mündet nach rund 38 Kilometern bei Bergerac als rechter Nebenfluss in die Dordogne. Der Caudeau teilt sich bei Pombonne in zwei Mündungsarme, einer davon verläuft im Stadtgebiet von Bergerac weitgehend unterirdisch, der andere passiert die nördlichen und westlichen Vororte von Bergerac und mündet unterhalb der Wehranlage.

## Orte am Fluss
- Clermont-de-Beauregard
- Saint-Georges-de-Montclard
- Lamonzie-Montastruc
- Lembras
- Bergerac